# 辦事處
辦事處是政府部门、企业机构或其他组织为了便捷的办理业务或提供服务，而设立的办事机构，通常駐於外地。如香港特别行政区政府驻北京办事处、辽宁省政府驻上海办事处、联合国教科文组织驻巴黎办事处、西门子公司驻烟台办事处等。在日語和韓語中，官方機構的事務所（ Jimusyo； Samuso）相當於中文的辦事處。